# 605. pehotni polk (Wehrmacht)
Za druge 605. polke glejte 605. polk.
605. pehotni polk (izvirno nemško Infanterie-Regiment 605) je bil eden izmed pehotnih polkov v sestavi redne nemške kopenske vojske med drugo svetovno vojno.

## Zgodovina
Polk je bil ustanovljen 15. junija 1941 kot polk 16. vala.
Štab in I. bataljon sta bila nameščena v Kemptenu, II. bataljon pa v WK XVIII.
24. junija 1941 je bil polk preimenovan v 605. pehotni nadomestni polk.